# Lazarev Krst
Lazarev Krst är en ort i Montenegro. Den ligger i den centrala delen av landet, 15 km nordväst om huvudstaden Podgorica. Lazarev Krst ligger 110 meter över havet och antalet invånare är 108.
Terrängen runt Lazarev Krst är varierad. Runt Lazarev Krst är det ganska glesbefolkat, med 48 invånare per kvadratkilometer. Närmaste större samhälle är Podgorica, 15,5 km sydost om Lazarev Krst. Omgivningarna runt Lazarev Krst är en mosaik av jordbruksmark och naturlig växtlighet.